# State of Mind (Computerspiel)
State of Mind ist ein Point-and-Click-Adventure des deutschen Entwicklerstudios Daedalic Entertainment, das 2018 veröffentlicht wurde.

## Handlung
Die Handlung spielt in einem futuristischen und hochtechnologischen Berlin im Jahr 2048, in dem es keine Privatsphäre mehr gibt. So wird nahezu alles in der Cloud veröffentlicht und vernetzt (Internet der Dinge), die Stadt befindet sich in ständiger Überwachung und der Mensch wird von Robotern bedient. Als ein Großkonzern sich allerdings mit Transhumanismus beschäftigt und einen Übermenschen schaffen will, droht diese Welt ins Chaos zu geraten. Ebenso hat die Welt mit mangelnden Rohstoffen, Krankheiten, Wasser- und Umweltverschmutzung, hoher Kriminalität und anderen Problemen zu kämpfen.
Nach einem schweren Unfall erwacht der ehemalige Starreporter Richard Nolan, der als einer von wenigen den aktuellen gesellschaftlichen Zustand kritisiert und dafür gefeuert wurde, in einem Krankenhaus, kann sich allerdings an die letzten Tage nicht mehr erinnern. Er vermisst seine Frau und seinen Sohn, die auf mysteriöse Weise verschwunden sind, und macht sich auf die Suche nach ihnen. Schnell findet er dabei heraus, dass er und seine Familie sich zwischen rivalisierenden Vorstellungen von einer dystopischen Welt und einem digitalen Utopia befinden. Er stößt auf den Journalisten Adam Newman, der im Gegensatz zum gerade gekündigten Nolan jüngst befördert wurde, ansonsten aber auf verdächtige Weise sein Schicksal teilt: Auch Newman hatte einen Unfall, hat Frau und Kind und eine ähnlich geschnittene Wohnung. In der Folge muss sich Nolan mit unterschiedlichen philosophischen und technischen Ansätzen für den dauerhaften Fortbestand der Menschheit auseinandersetzen, die unter anderem Bewusstseinsübertragung zum Inhalt haben, und gerät in Kontakt mit einer Untergrundorganisation, die sich dem ungehemmten technologischen Fortschritt entgegenstellt.
Das Spiel wirft mehrere philosophische Fragen in dem Raum, wie zum Beispiel die Grenzen und Bedeutung von Transhumanismus, den Folgen eines Überwachungsstaats, Gefahren des digitalen Zeitalters, Künstliche Intelligenz und Grenzen der Privatsphäre. Dabei greift das Spiel Thematiken auf, die sich bereits in Werken von George Orwell und Philip K. Dick und anderen Werken in dem Bereich der Utopien und Dystopien wiederfinden.

## Spielprinzip und Technik
Der Spieler steuert die Spielfigur aus der Schulterperspektive und bewegt sich durch die einzelnen Handlungsorte. Wie auch bei anderen Point-and-Click-Adventures kann der Spieler mit Charakteren und Gegenständen durch Mausklicks auf Auswahldialogen interagieren. Daneben gibt es mehrere Minispiele und Rätsel, die der Spieler lösen muss, wie zum Beispiel das Lösen eines Puzzles, das Steuern einer Drohne oder Hacken eines Computers. Dabei wird der Spieler meist vor moralische Entscheidungen gestellt, die aber im Allgemeinen keinen weiteren Einfluss auf das Spielgeschehen haben, da die Handlung ziemlich linear verläuft. Das Spiel enthält ebenfalls viele Hinweise und Hintergründe, die sich der Spieler selbst im Kopf zusammensetzen soll.

## Produktionsnotizen
Autor Martin Ganteföhr von Daedalic Entertainment befürchtete, dass sein Spiel wegen der thematischen Ähnlichkeit weit weniger Berichterstattung als Detroit: Become Human bekommen würde, doch er merkte laut eigener Aussage später, dass beide Spiele einen anderen Ansatz verfolgen und er es gut findet, dass die Themen in mehreren Medien und in unterschiedlichen Umsetzungen behandelt werden.
Er selbst entdeckte zehn Jahre vor der Veröffentlichung des Spiels transhumanistische Literatur und machte sich Notizen dazu. Drei Jahre vor der Veröffentlichung, als er mitbekam, dass im Silicon Valley bekennende Transhumanisten säßen, entschied er sich dazu, das Thema in Form eines Computerspiels zu verarbeiten. Am 15. August 2018 wurde das Spiel veröffentlicht.

## Rezeption
Das Spiel erhielt gemischte Kritiken. So findet Gamereactor das Spiel sehr fesselnd und zum Nachdenken anregend, da man bis zum Ende im Dunkeln tappt. Dualshockers vergleicht das Spiel mit Serien und Filmen wie Blade Runner, da es durch seine vielen Abenteuer und Fragen den Spieler wie einen Zuschauer an den Monitor fesselt. Comic Book bezeichnet das Spiel sogar als eines der besten des Jahres.
Allerdings wird die Handlung auch trotz der dahinter stehenden Ambition oft als langweilig, schlecht umgesetzt und inhaltlich zögerlich beschrieben, wobei wenige Emotionen aufkommen. Ebenso fehlt nach Heise.de durch den Low-Poly-Look die Gesichtsmimik und der Perspektivenwechsel lenkt von der eigentlichen Geschichte ab. Auch das Gameplay mit den z. T. lauen Minispielen wird bemängelt, da es dabei an Motivation und Innovation mangelt. Das Spiel wird häufig aufgrund der Themen und des Stils mit Werken wie Detroit: Become Human und Deus Ex verglichen.
2019 wurde State of Mind beim Deutschen Computerspielpreis in der Kategorie „Best Serious Game“ ausgezeichnet.